# 龙岗镇 (丰顺县)
龙岗镇，是中华人民共和国广东省梅州市丰顺县下辖的一个乡镇级行政单位。

## 行政区划
龙岗镇下辖以下地区：
松江村、新华村、梅桥村、新合村、吉演村、上林村、松梅村、田坑村、江坑村、坪丰村和马图村。

## 特产
马图绿茶：中国地理标志产品。